# Tixati
Tixati is een closedsource-BitTorrent-client ontworpen als lichtgewicht oplossing om downloads via het BitTorrent-protocol te faciliteren. Tixati is beschikbaar voor Windows en Linux. De ontwikkelaars stellen naast de gewone versie een draagbare versie beschikbaar die geen installatie vereist.
De eerste versie van Tixati werd uitgebracht op 27 juni 2009. Tixati wordt ontwikkeld door Tixati Software. Kevin Hearn, de ontwikkelaar, was in het verleden voorzitter van Frontcode Technologies, het bedrijf dat de populaire WinMX-software ontwikkelt.